# Tamaki Katori
Tamaki Katori (jap. 香取環 Katori Tamaki; ur. 21 października 1939 w Kumamoto, zm. 12 października 2015) – japońska aktorka erotyczna. W 1962 roku zagrała w Nikutai no Ichiba, uważanym za pierwszy film z gatunku pinku eiga.
Między 1962 a 1972 rokiem zagrała w 600 takich filmach, dzięki czemu uzyskała przydomek "Różowej Księżniczki" pierwszej fali pinku eiga.

## Wybrana filmografia
- Market of Flesh (肉体の市場 - Nikutai no ichiba) (2/27/1962) reż. Satoru Kobayashi
- Okinawan Ghost Story: Upside-Down Ghost / Chinese Ghost Story: Breaking A Coffin (沖縄怪談逆吊り幽霊　支那怪談死棺破り - Okinawa kaidan: Sakaduri yuurei / China kaidan: Shikan yaburi) (6/13/1962) reż. Kobayashi Satoru
- Sweet Trap (甘い罠 - Amai wana) (9/3/1963) reż. Koji Wakamatsu
- Tough Girls (激しい女たち - Hageshii onnatachi) (10/1/1963) reż. Koji Wakamatsu
- A Bitch's Gamble (めす犬の賭け - Mesuinu no kake) (3/17/1964) reż. Koji Wakamatsu
- (狙う - Nerau) (1/21/1967) reż. Giichi Nishihara
- (泣き濡れた情事 - Nikinureta Joji) (3/28/1967) reż. Giichi Nishihara
- Indecent Relationship (乱れた関係 - Midareta Kankei) (5/9/1967) reż. Giichi Nishihara
- Nikutai no Yuwaku (肉体の誘惑 - Nikutai no Yuwaku) (7/11/1967) reż. Giichi Nishihara
- (桃色電話 - Momoiro Denwa) (8/26/1967) reż. Giichi Nishihara
- Abnormal Reaction: Ecstasy (異常な反応　悶絶 - Ijo na Hanno: Monzetsu) (11/21/1967) reż. Giichi Nishihara
- Misused (Zoku joji no rirekisho) (1967) reż. Hiroshi Mukai
- Ripped Virgin (引裂かれた処女- Hikisakareta Shojo) (8/1968) reż. Giichi Nishihara
- I Hate the Wedding Night! (初夜が憎い - Shoya ga Nikui!) (10/1968) reż. Takashi Chiba
- (裏切の色事- Uragiri no Irogoto) (12/1968) reż. Giichi Nishihara
- Adultery (婚外情事 - Kongaijoji) (1969) reż. Koji Wakamatsu
- Sex Jack (性賊　セックスジャック - Seizoku Sekkusujakku) (1970) reż. Koji Wakamatsu
- Sex Family (性家族 - Sei kazoku) (12/1971) reż. Koji Wakamatsu